# Linia kolejowa nr 290
Linia kolejowa nr 290 – pierwszorzędna, niezelektryfikowana, jednotorowa linia kolejowa (częściowo znaczenia państwowego) łącząca ogólnodostępną bocznicę szlakową i przystanek osobowy Mikułowa z przejściem granicznym w okolicach Krzewiny Zgorzeleckiej.
Odcinek linii Ręczyn – Krzewina Zgorzelecka wchodzi w skład korytarza transportowego Görlitz – Zittau tzw. Neißetalbahn. Na linii zostały wprowadzone ograniczenia użytkowania i posterunki Sulików oraz Wilka są czynne w godzinach 6:00 - 22:00.